# Amy Lee
Amy Lynn Hartzler, född som Amy Lynn Lee 13 december 1981 i Riverside, Kalifornien, är en amerikansk sångerska, pianist och låtskrivare; frontfigur i rockbandet Evanescence, känd som Amy Lee. Hon växte upp i Little Rock, Arkansas, har bott i New York, men bor nu i Nashville.

## Biografi

### Uppväxt
Lee föddes som Amy Lynn Lee till John Lee och Sara Cargill. Hon växte upp med tre syskon, brodern Robby och tvillingsystrarna Carrie och Lori. Hon hade även en tredje syster som dog vid tre års ålder. Låten "Hello" som finns med på albumet Fallen, är skriven som ett minne till henne. Lee tog lektioner i klassiskt piano när hon var nio år. Hennes familj flyttade runt i USA under hennes barndom, men till slut bosatte de sig i Little Rock, Arkansas, där Evanescence också bildades. Lee tog examen vid Pulaski Academy år 2000.

### Evanescence
Lee bildade bandet Evanescence tillsammans med Ben Moody. De möttes på ett ungdomsläger när Lee spelade Meat Loafs "I'd Do Anything For Love (But I Won't Do That)" på piano. Inom en månad gjorde de båda akustiska spelningar i bokhandlar och caféer i Arkansas. Därefter spelade de in två EP-skivor, Evanescence EP 1998 och Sound Asleep EP 1999. 2000 spelade de in en längre EP, Origin. På den skivan fanns flera låtar som senare gavs ut på deras debutalbum "Fallen".
Efter att succéalbumet "Fallen" släpptes 2003 lämnade Moody bandet och Lee blev stämd för kontraktsbrott av bandets före detta manager.

## Privatliv
6 maj 2007 gifte sig Lee med terapeuten Josh Hartzler. Tillsammans har de en son.

## Diskografi

### Album medEvanescence
- Fallen (2003)
- The Open Door (2006)
- Evanescence (2011)

### Gästmedverkan och andra låtar
| År   | Artist                     | Låt                | Utgivning                             |
| ---- | -------------------------- | ------------------ | ------------------------------------- |
| 2000 | David Hodges feat. Amy Lee | "Breathe"          | The Summit Church: Summit Worship     |
| 2000 | David Hodges feat. Amy Lee | "Fall Into You"    | Outgiven                              |
| 2003 | Big Dismal feat. Amy Lee   | "Missing You"      | Believe                               |
| 2004 | Seether feat. Amy Lee      | "Broken"           | Disclaimer II The Punisher: The Album |
| 2007 | Korn feat. Amy Lee         | "Freak on a Leash" | MTV Unplugged: Korn                   |
| 2008 | Amy Lee                    | "Sally's Song"     | Nightmare Revisited                   |